# Hôtel de ville de Summerside
L'hôtel de ville de Summerside (anglais : Summerside City Hall), aussi connu sous le nom de ancien bureau de poste de Summerside, est un ancien bureau de poste construit entre 1884 et 1996 selon les plans de David Stirling (en) par le gouvernement du Canada. Cet édifice de style néoroman a servi de bureau de poste à la ville et d'édifice de douane de sa construction à 1953, quand il a été vendu à la ville. Il a remplacé l'ancien hôtel de ville en 1955 suite sa destruction dans un incendie. En 2003, l'hôtel de ville a été agrandi vers l'est. Il a été désigné comme lieu historique national du Canada en 1983. En 2005, il a été désigné bien patrimonial par la ville de Summerside.

## Localisation
L'hôtel de ville de Summerside est situé au coin des rues Summer et Fitzroy à Summerside.

## Histoire

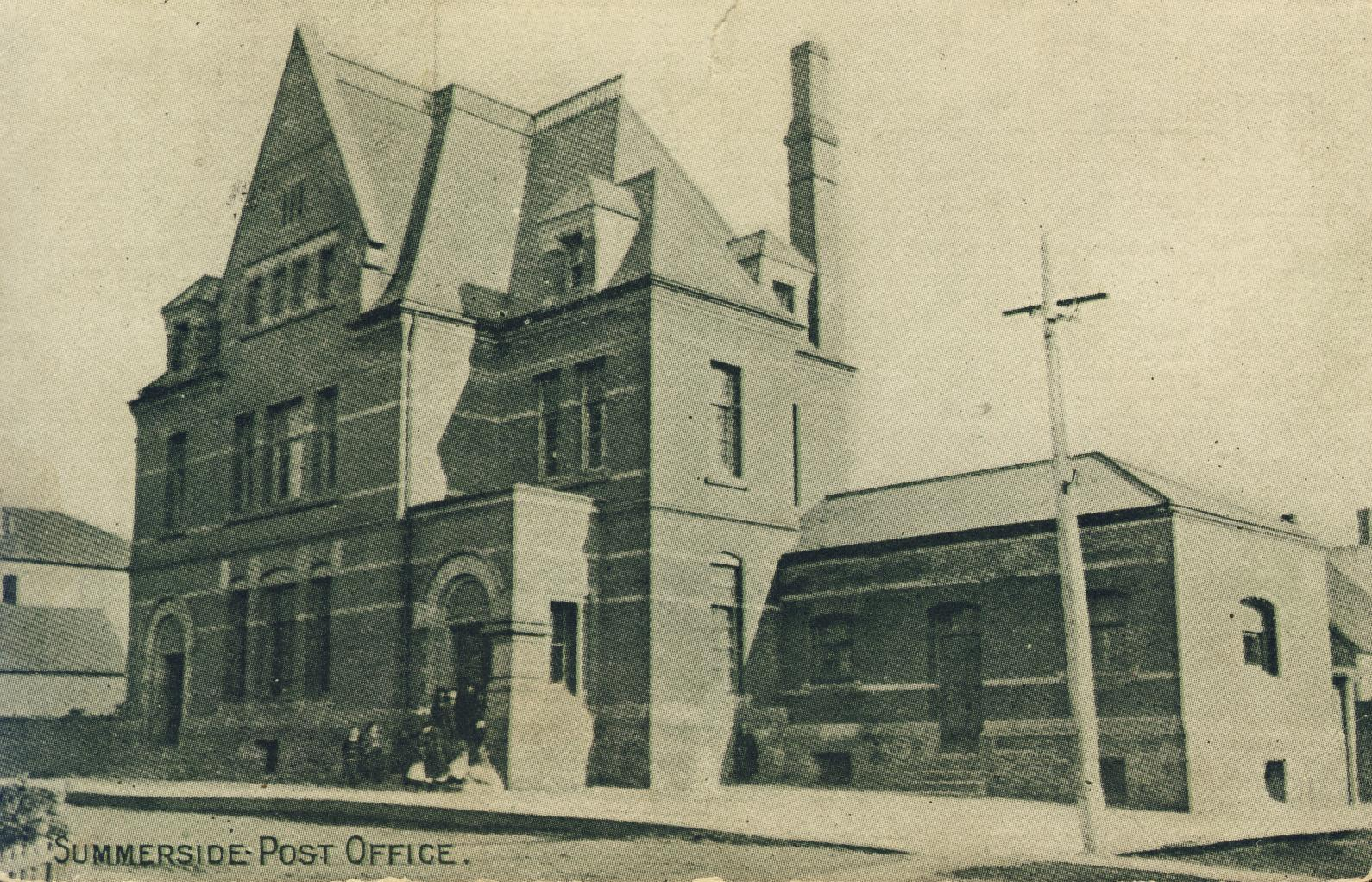
Le bureau de poste vers 1905.

Le gouvernement du Canada fait construire un bureau de poste et douane (en) entre 1884 et 1886 sous la supervision de David Stirling (en). Son rôle en tant que douane consolidait à l'époque le rôle de Summerside en tant que port international. En 1915, une tour-horloge est installer sur la faîte du toit.
En 1953, un nouveau bureau de poste est construit et l'ancien est vendu à la ville de Summerside. En 1955, la mairie est détruite dans un incendie et la ville décide de faire de l'ancien bureau de poste son nouvel hôtel de ville. En 2003, l'hôtel de ville est agrandi dans un style s'harmonisant avec le bureau de poste vers l'est avec une nouvelle façade sur la rue Fitzroy.
L'ancien bureau de poste de Summerside a été désigné comme lieu historique national du Canada le 13 juin 1983 par la Commission des lieux et monuments historiques du Canada. Le 21 février 2005, la section du bureau de poste de l'hôtel de ville a été désigné comme bien patrimonial par la ville de Summerside.

## Architecture

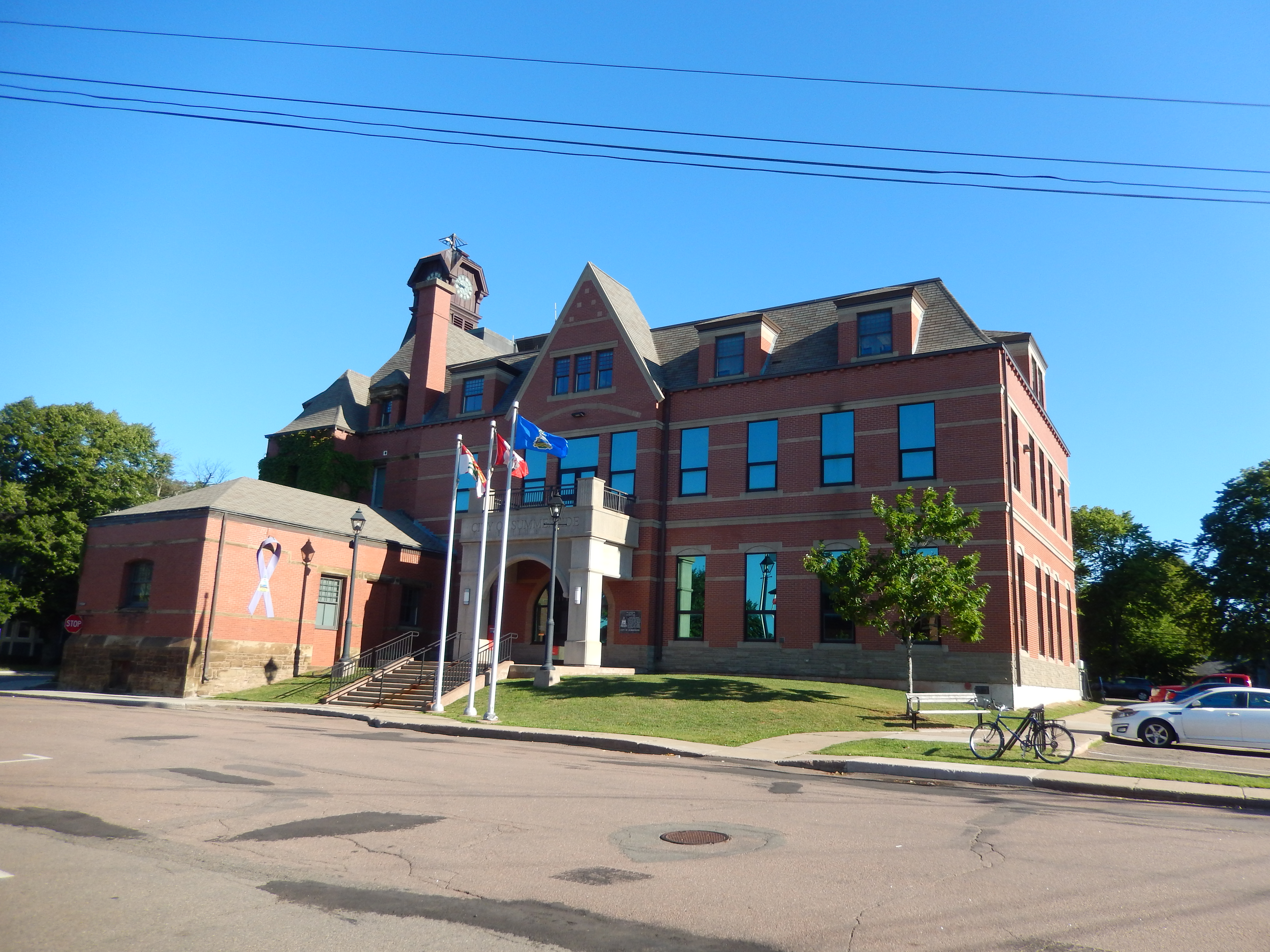
Annexe de l'hôtel de ville ajouté en 2003.

L'ancien bureau de poste de Summerside est un bâtiment de deux étages et demi de style néo-roman. Le revêtement est en brique avec des bordures en grès. Le toit est en forte pente avec un haut pignon central et un toit en croupe ponctué lucarnes à comble brisé pour les ailes latérales. Le toit est surmonté d'une tour d'horloge avec une l'horloge à quatre cadrans.
La façade est composée d'une trois baies flanquée de deux portes sur la rue Summer possèdent une double entrée à arc de plein cintre disposé de façon symétrique sur la façade. Les bas relief des cintres montre une tête de cochon parmi les colombes, réputée être l'œuvre d'un sculpteur mécontent. Les portes sur la rue Summer sont ouvragées et représente des thèmes locales.
La douane est située en annexe du côte sud et n'a qu'un seul étage.